# حسین‌قلی خلفای روملو
حسین‌قلی خلفای روملو سیاستمدار، امیر و خلیفه‌الخلفای عصر صفوی و از طایفه روملو و رهبر این طایفه بود. وی در دربار شاه طهماسب یکم مشاور مورداعتماد و نزدیک شاه و تاثیرگذار در تصمیمات مهم دولتی بود و از نفوذ و قدرت بزرگی برخوردار بود. وی با اتحاد و همپیمانی با دختر مورد علاقه و بانفوذ شاه تهماسب، پریخان خانم در درگیری رویداد قلعه قهقهه به طرفداری از اسماعیل میرزا (شاه اسماعیل دوم) برخاست. همچنین در کشمکش‌های جانشینی شاه طهماسب یکم همراه پریخان خانم و دایی قدرتمند او شمخال‌خان سلطان فرمانده سپاه چرکس‌ها از اسماعیل میرزا سرسختانه پشتیبانی کرد و با موفقیت اسماعیل میرزا را به جانشینی پدرش برگزیدند. با وجود حمایت او از اسماعیل میرزا، وی به وسیله اسماعیل میرزا (به دلیل بدبینی) کور شد.
حسین‌قلی خلفای روملو مراد صوفیان آسیای صغیر؛ مردی نیرنگ باز و نیرومند بود.